# La morte di Sardanapalo
La morte di Sardanapalo (La Mort de Sardanapale) è un dipinto a olio su tela (395×425 cm) del pittore francese Eugène Delacroix, realizzato nel 1827 e conservato nel museo del Louvre a Parigi.

## Descrizione
Il dipinto ripropone la leggenda del potente re assiro Sardanapalo, la quale adombra la figura storica realmente esistita del re Assurbanipal, vissuto tra il 668 e il 626 a.C. I Greci, infatti, favoleggiarono che Sardanapalo, una volta resosi conto della sconfitta imminente, preferì morire insieme a tutti i suoi averi piuttosto che consegnarsi ai rivoltosi che stavano assediando il suo palazzo.

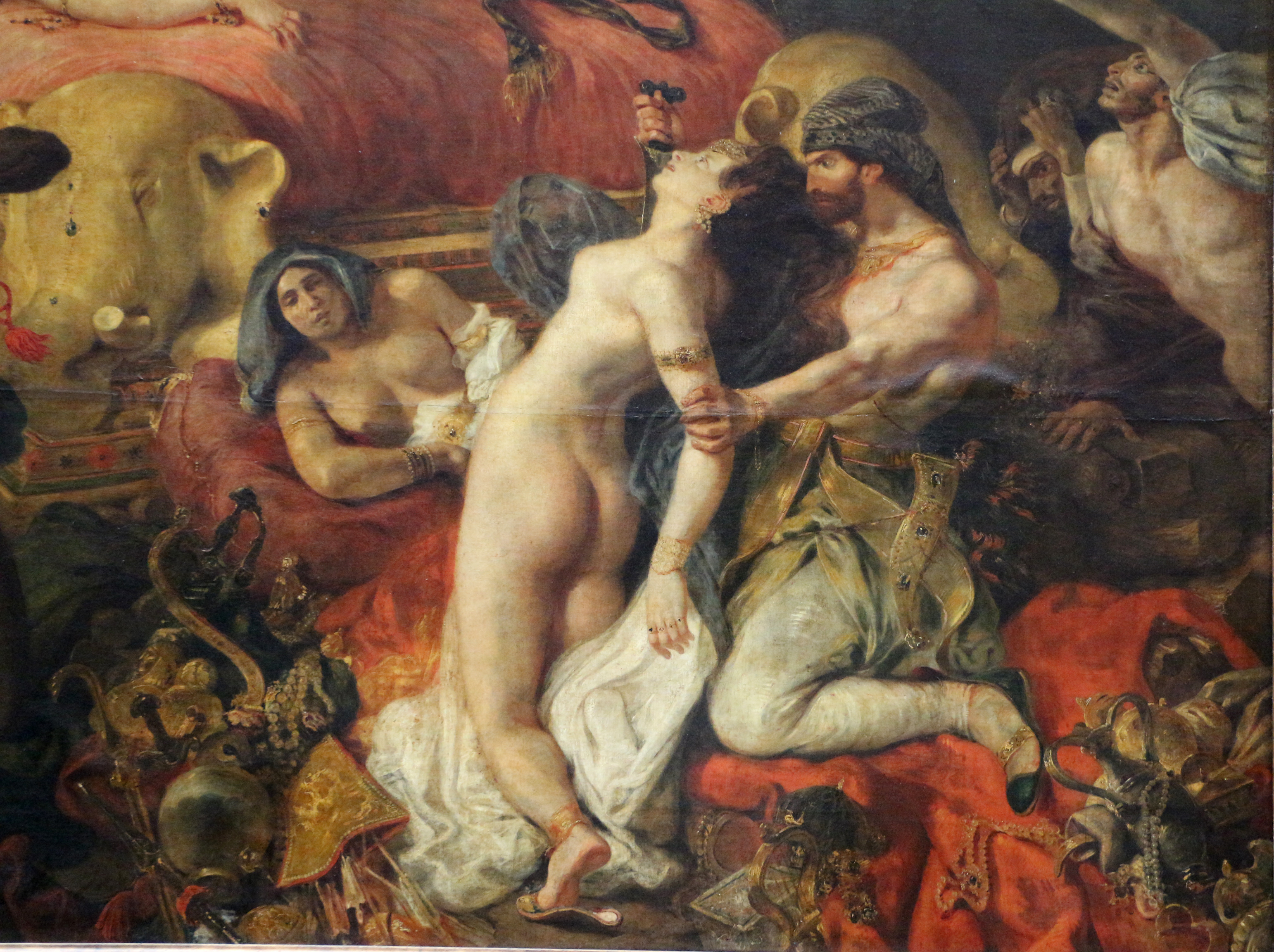
Dettaglio del dipinto raffigurante una delle concubine mentre osserva impotente il coltello che le viene piantato in gola

Delacroix colse nella storia del suicidio di Sardanapalo - già trattata da lord Byron in un noto dramma - un ottimo modo per riunire in un unico quadro tutte le tematiche care al Romanticismo, come il pathos, l'orrore, l'esotismo, l'erotismo, il «sublime» contrapposto al «bello». L'opera è animata da un ardito dinamismo: Sardanapalo è riverso sul suo letto, che osserva inerme e impassibile la terribile carneficina che gli si apre davanti. Le donne dell'harem sono disperate e stanno per essere uccise senza pietà da alcuni uomini al servizio del re, «quasi fosse la rappresentazione di un incubo sadico in cui il possesso coincide con la distruzione dell'oggetto» (Corgnati). Una concubina, accasciata sul letto dove siede Sardanapalo, è già morta. Neanche il cavallo prediletto dal Re riesce a sfuggire alla morte, e presenta uno sguardo inquieto e pauroso, che stride molto con quello dello schiavo pronto a trafiggerlo con un coltello. Neanche la distruzione dei suoi beni preziosi (ai piedi della catasta/letto vi sono le teste in oro di un elefante) sembra commuovere Sardanapalo, che attende con risolutezza l'arrivo della serva con il veleno letale che lo ucciderà. L'unica cosa alla quale sta pensando è il rogo che, partendo dalla catasta ai piedi del letto, arderà senza pietà lui e tutta la servitù.
Dal punto di vista compositivo la scena si articola su una diagonale che va dall'angolo inferiore destro all'angolo superiore sinistro, culminando così nella figura di Sardanapalo: le pennellate sono tumultuose e accesissime, e la tavolozza è accordata su tonalità rosse, nere e ocra, che contribuiscono a conferire grande luminosità all'insieme.

## Storia
Presentata al Salon del 1828, l'opera conobbe un'accoglienza molto fredda, e suscitò molto scandalo soprattutto tra i Classicisti, che allo stesso Salon potevano ammirare l'Apoteosi di Omero di Ingres, opera pienamente rispettosa dei canoni accademici. Vennero riconosciuti due errori nel disegno, e Stendhal arrivò persino a tacciare l'opera di satanismo.
Il primo a comprendere le potenzialità de La morte di Sardanapalo fu Baudelaire, poeta francese che si occupava con grande intuito e sensibilità anche di critica d'arte. Egli, infatti, capì che furono in pochi a cogliere il potere delle tonalità calde del dipinto, che suggeriscono il sangue e il fuoco, e della lussureggiante fantasia creatrice del pittore, e avrebbe poi sostenuto che la maggior parte dei dipinti di Delacroix fu poco compresa e, per questo, oggetto di un'ingiustificata quantità di scherno.

## Influenza culturale
Il compositore Franz Liszt s'ispirò al dipinto di Delacroix e alla tragedia di Byron per comporre un'opera lirica all'italiana (Sardanapalo), raccontando alla principessa Cristina Trivulzio di Belgiojoso che, in previsione dell'autoimmolazione del re, il finale avrebbe "infiammato tutto il pubblico". Completò il primo atto solo nel 1852 e successivamente abbandonò il progetto. La prima rappresentazione del primo atto avvenne solo nel 2018.
Una versione del dipinto compare in diversi episodi della serie televisiva The Royals, nella quale il volto del sovrano è raffigurato con le fattezze del personaggio del principe Cyrus, interpretato da Jake Maskall.